# Lufotrelvir
Le lufotrelvir, ou PF-07304814, est un antiviral développé par le laboratoire pharmaceutique américain Pfizer agissant comme inhibiteur de protéase 3C-like des coronavirus. Il s'agit d'un promédicament dont le groupe phosphate est clivé in vivo pour libérer le composé actif PF-00835231. Le lufotrelvir est en essai clinique pour le traitement du COVID-19 chez l'homme et présente une bonne activité contre plusieurs variants du SARS-CoV-2, mais doit être administré par injection intraveineuse, contrairement au nirmatrelvir, ce qui a ralenti la finalisation de son développement,,.